# Salò (Musiker)

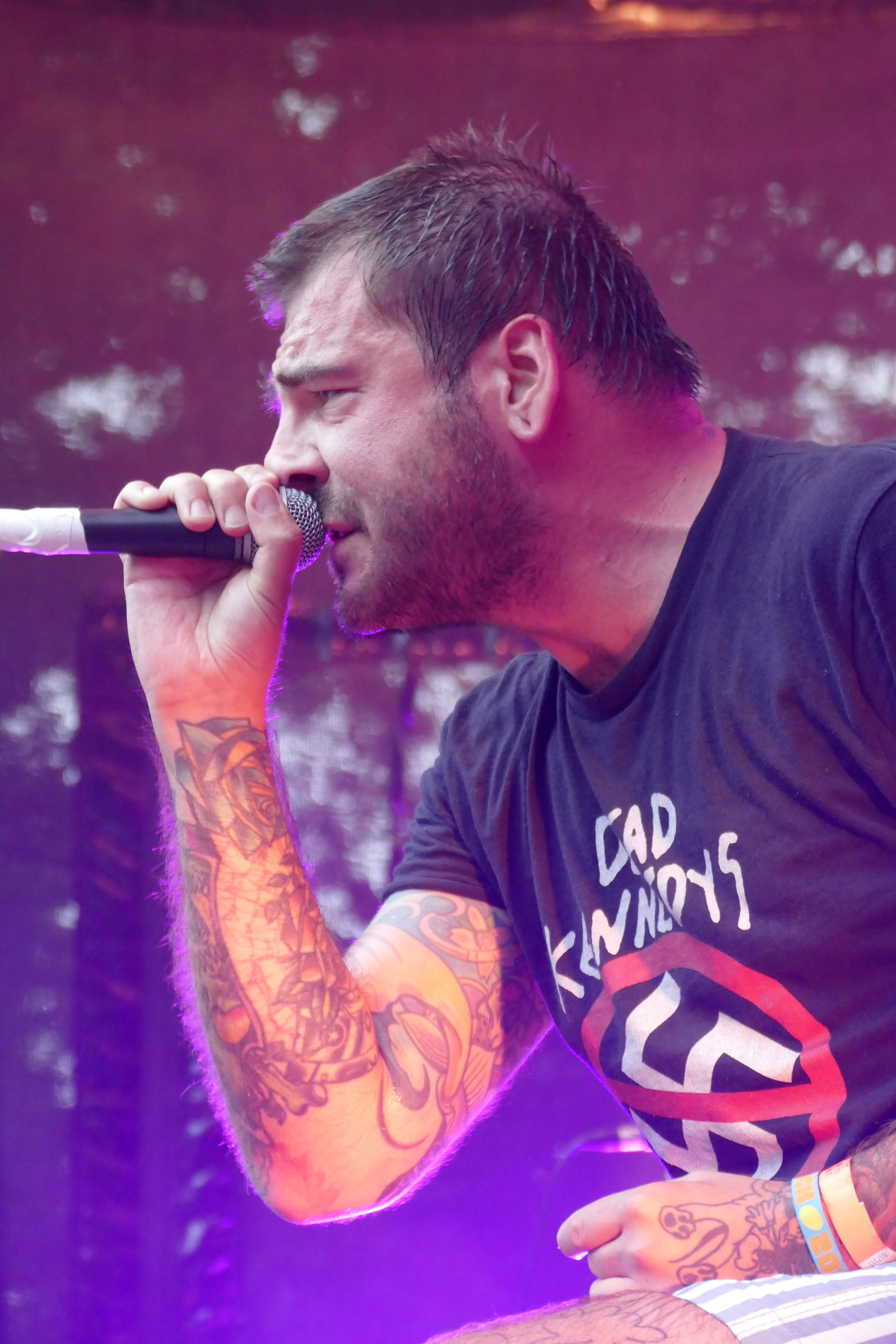
Salò auf dem Puch Open Air 2024

Salò (bürgerlich Andreas Binder) ist ein österreichischer Sänger, der dem Genre der Neuen Neuen Deutschen Welle zugeordnet wird.

## Karriere
2019 veröffentlicht Salò seine Debütsingle Tränen zu Wein, während der COVID-19-Pandemie folgte die gleichnamige erste EP. Nach diversen Live-Auftritten, u. a. einer Headliner-Show beim Waves Vienna Festival, wurde Salò vom Sublabel MOM I MADE IT von Universal Music unter Vertrag genommen.
2023 wurde das Debütalbum Subjektiv Betrachtet veröffentlicht, laut.de nahm das Album in die Liste der 25 besten Alben des ersten Halbjahres auf. Gemeinsam mit seiner Band aus Graz absolvierte er im gleichen Jahr eine ausverkaufte Tour durch Österreich und Deutschland.
Anlässlich der Veröffentlichung seines zweitens Longplayers Problemzone Mensch nannte der Kurier seine Musik "zwischen Fehlfarben, und Jeans Team und Feine Sahne Fischfilet angesiedelt".

## Diskografie

### Alben
- Problemzone Mensch (2024)
- Subjektiv Betrachtet (2023)

### EPs
- Rabatt (2021)
- Tränen Zu Wein (2020)

### Singles
- Staubsaugermann (2024)
- Anzeige ist Raus (2024)
- Universal Punks Fuck Off (2024)
- Männergefühle (mit Ikkimel, 2024)
- Schnee von gestern (2023)
- Internetfreundin (mit Mia Morgan, 2023)
- Offne Gruben (2023)
- Kussi Kussi (2023)
- Ich glaube nicht an Dinosaurier (2023)
- Geil auf Beton (2022)
- Apollonia sitzt bei Edeka an der Kassa (2022)
- Puch Monza (2022)
- Tränen zu Wein (2019)